# Information judiciaire
L'Information judiciaire est une phase de la procédure pénale dans les systèmes pènaux romano-civilistes.

## Droit belge
Quand le Procureur du Roi est averti d’une infraction, il doit rassembler des informations, chercher à savoir ce qu’il s’est exactement passé : il peut entendre un suspect ou des témoins, organiser des confrontations, demander certaines enquêtes à la police, … 
À la fin de l’information judiciaire, le procureur peut estimer qu’il n’y a pas de raison de poursuivre, c’est-à-dire de commencer un procès. Il décide alors d’un classement sans suite. S’il estime la personne coupable d’une infraction, il décide de la poursuivre et il la cite devant le tribunal de police ou le tribunal correctionnel.

## Droit français
En droit français, l’information judiciaire est la phase de la procédure pénale qui précède un jugement et au cours de laquelle le juge d’instruction, sous le contrôle de la Chambre de l'instruction, procède aux recherches permettant la manifestation de la vérité, rassemble et apprécie les preuves, entend les personnes impliquées ou poursuivies et les témoins, décide de mettre en examen une personne et de la suite à donner à l’action publique.

## Droit québécois (Canada)

### Droit disciplinaire
En droit disciplinaire québécois, il y a plusieurs similitudes avec le système inquisitoire de type français. Le syndic d'un ordre professionnel déclenche une enquête disciplinaire après avoir reçu une information relative à une infraction au sens de l'article 122 du Code des professions. Dans un deuxième temps, les requêtes du syndic sont reçues devant le Conseil de discipline, lequel doit agir judiciairement en tout temps. Celui-ci peut assigner de lui-même  des témoins.

### Droit pénal
En droit pénal canadien, il n'y a pas de véritable équivalent à l'information judiciaire en France. Il y a plutôt un procureur de la Couronne qui décide de porter des accusations s'il reçoit une preuve policière ou une plainte directement au DPCP et qu'il la juge suffisante au regard du fardeau de preuve hors de tout doute raisonnable. Le procureur de la Couronne n'est pas un magistrat enquêteur, c'est un avocat chargé de la poursuite qui doit convaincre le juge en se déchargeant de son fardeau de présentation et son fardeau de persuasion.